# X³: Terran Conflict
X³: Земной конфликт (англ. X³: Terran Conflict; сокращения X³TC, X³ЗК) — компьютерная игра в жанре космического симулятора, представляющая собой существенно обновлённую и дополненную версию игры X³: Воссоединение. Разработана немецкой компанией Egosoft. Игра была анонсирована 3 февраля 2008 года. Изначально игра описывалась прессой как отдельное дополнение, основывающееся на вселенной X³. Игра была выпущена 17 октября 2008 года. В её разработке также принимали участие разработчики модификации для X³: Воссоединение под названием X-Tended. Из-за этого в игре было использовано множество материалов оттуда. На момент анонса игры компания Egosoft планировала, что Terran Conflict станет последней игрой в серии X, однако в дальнейшем продолжила развивать серию. 
X³: Земной конфликт дополняет линию предыдущих игр историей Солнечной системы за годы, прошедшие с тех пор, как Кайл Бреннан переместился в X-вселенную, а также событиями, произошедшими после концовки X³: Воссоединение.
В сравнении с X³: Воссоединение, X³ЗК предоставляет вселенную большего размера, большее количество кораблей и совершенно новые миссии, созданные посредством новой системы Mission Director. Улучшено качество управления полётом корабля с помощью мыши. Переработанный интерфейс предоставляет новую систему контекстных меню. Добавлена фракция землян с собственным набором гигантских станций, мощных кораблей и технологий. Разработано много новых систем вооружения, таких как умные ракеты с разделяющимися боеголовками и корабли с несколькими ракетными турелями.

## Разработка
X³ЗК является расширением X³: Воссоединение, выполненным в виде отдельной игры, использует ту же вселенную и движок. Для X³: Воссоединение было создано несколько популярных модификаций, наиболее известным из которых стал The X-Tended Mod, созданный командой художников, музыкантов и модераторов, добавляющий к игре новый контент и функциональность. XTM привлёк внимание Egosoft, которые разместили модификацию для будущих загрузок. X³ЗК включает несколько нововведений из модификации XTM. Также некоторые из разработчиков XTM близко сотрудничали с Egosoft в ходе разработки игры.
Через некоторое время после объявления игры появились скриншоты и видео, демонстрирующие геймплей, нововведения и контент. Рекламный трейлер X³ЗК стал доступен через месяц после объявления игры. В нём показаны некоторые новые корабли, станции, системы вооружений и графические эффекты. Корабли Землян, которые впервые можно было увидеть в концовке X³: Воссоединение, появились и в этом трейлере.
В ходе разработки постепенно вышли четыре видеоклипа, демонстрирующие игровой процесс. Их названия соответствуют четырём основным посылам игры: Торгуй, Сражайся, Строй и Думай. Каждое видео включает рассказ о новых особенностях X³ЗК. Первое видео Build (Строй), уделяющее основное внимание на конструировании станций и развитии игрока, появилось 30 июля 2008. В нём раскрывается существование новых станций и классов кораблей, а также новая способность управлять большим количеством судов. Это видео подтверждает, что штаб-квартира игрока, появившаяся в X³: Воссоединение 2.0, доступна и в X³ЗК.
Разработчики также раскрыли в своём блоге некоторые моменты, возникшие в ходе разработки игры. Разработчик XTM и X³ЗК Бобби Уилкинсон (Bobby Wilkinson), также известный в сообществе X3 как Syklon, оставил первый пост о деталях некоторых новых аспектов игры.

### Выпуск
Вначале было объявлено, что игра выйдет «на золото» 10 сентября 2008 года. Однако впоследствии выпуск дважды откладывался из-за задержек производства. Окончательной датой релиза было выбрано 17 октября 2008 года.
Некоторые копии X³ЗК стали доступны за несколько дней до даты релиза. Steam-версия была активирована 16-го октября, чтобы совпасть с выпуском первого обновления. Релиз-версия имела номер 1.0.1. Позже Egosoft подтвердили, что это было вызвано ошибкой с поставками.
В России выпущена 25 декабря 2008 года компанией Новый Диск (версия 1.2.1).

### Обновления
16 октября 2008 года — первое обновление X³ЗК. Версия 1.2 была доступна пользователям Steam сразу же с активацией игры, в то время как некоторые DVD пользователи играли в X³ЗК версии 1.0.1 за несколько дней до выпуска обновления. С обновлением в игре добавилось количество игровых миссий, также были исправлены различные ошибки.
4 декабря 2008 года — Версия 1.3. Так же выпущен патч 1.4 и патч 2.0 который добавляет кампанию Альдрин и меняет многое в игре.
9 июня 2009 года — патч 2.1, вносящий в игру ряд изменений. Из наиболее заметных можно назвать новую сюжетную миссию по поиску сокровищ и некоторое улучшение производительности, которая всё же остаётся не на высоте.
14 октября 2009 года — Обновление 2.5. Антипиратская защита Tagès была удалена..
28 апреля 2010 года — патч 2.6: содержит новые особенности, усовершенствования, бонус пак и новую миссию — «Новый дом».
9 октября 2010 года — Обновление 3.0. Была добавлена новая сюжетная кампания «Равновесие сил».

## Системы защиты авторских прав
X³: Земной Конфликт использует систему защиты авторских прав Tagès для предотвращения копирования.

## Отзывы
| Сводный рейтинг | Сводный рейтинг |
| Агрегатор       | Оценка          |
| --------------- | --------------- |
| GameRankings    | 76,69 %         |

После релиза игра получила смешанные отзывы (76,69 % на GameRankings). Позитивные отзывы хвалили графику, контент и размах игры. Негативные отзывы сосредотачивают внимание на большом количестве программных ошибок и непроходимости некоторых миссий (неактуально для версии игры 3.1 которая исправляет большинство ошибок).
Летом 2018 года, благодаря уязвимости в защите Steam Web API, стало известно, что точное количество пользователей сервиса Steam, которые играли в игру хотя бы один раз, составляет 482 728 человек.